# Lista câștigătorilor French Open (simplu masculin)
French Open, cunoscut și sub numele de Roland-Garros, este un turneu anual de tenis care se desfășoară pe parcursul a două săptămâni în mai și iunie. A fost înființat în 1891 iar din 1928 se joacă pe terenuri cu zgură roșie în aer liber. Din 1925 este unul dintre cele patru turnee de Grand Slam disputate în fiecare an, celelalte trei fiind Australian Open, Wimbledon și US Open. Organizat de Fédération Française de Tennis (FFT), French Open este al doilea turneu al anului din cele patru care se joacă. În 1968, a fost primul turneu de Grand Slam deschis jucătorilor non-amatori. 

### Campionatul Franței

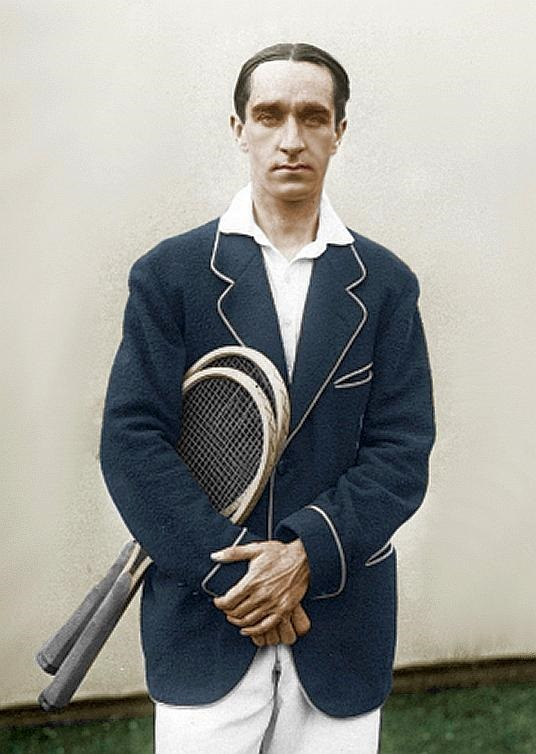
Max Decugis a deținut recordul de câștigare a turneului la Campionatul Franței de opt ori (un turneu exclusiv pentru membrii clubului francez înainte de 1925), o performanță care a fost depășită de Rafael Nadal în 2014.

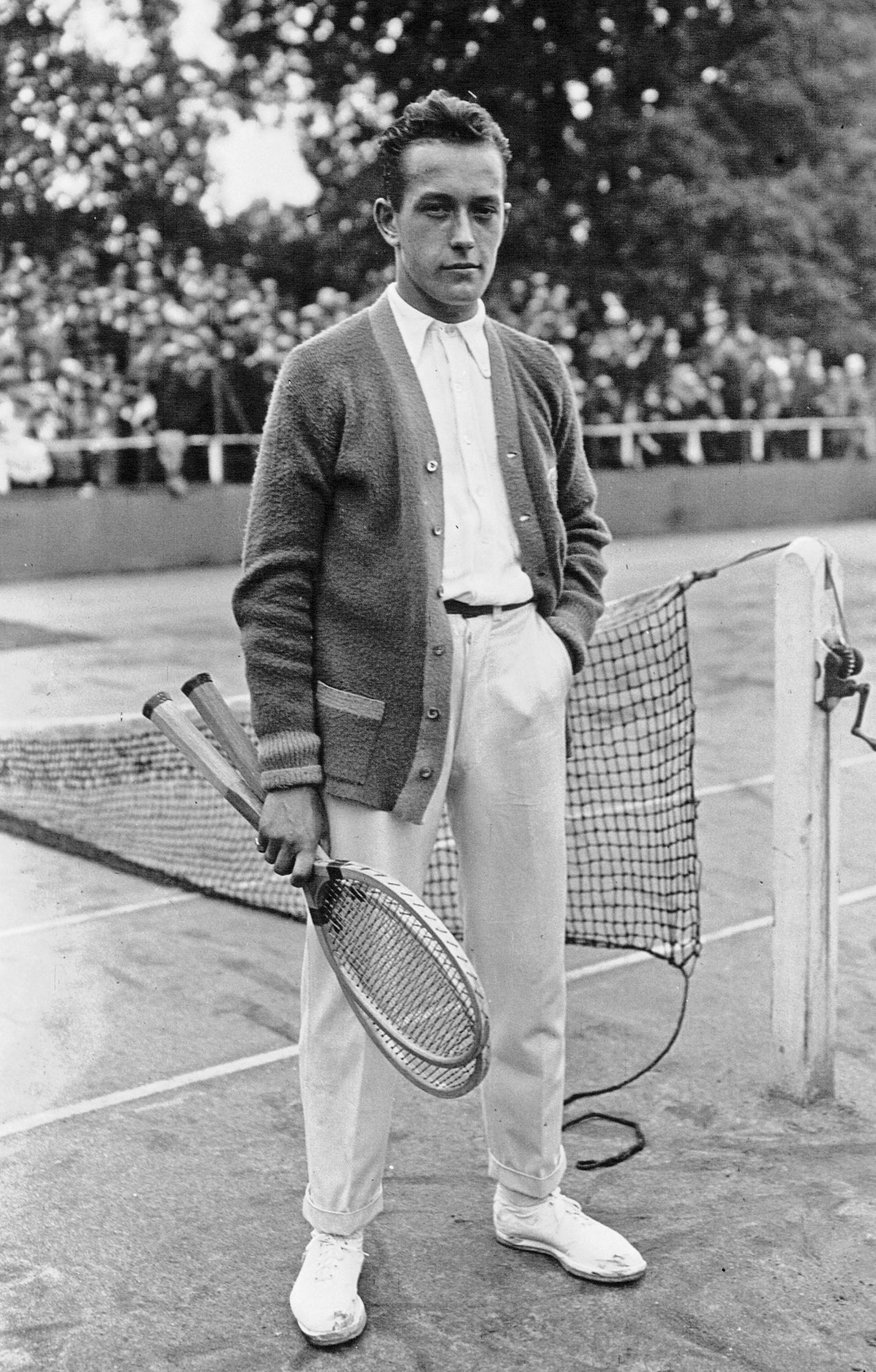
Henri Cochet, cel mai de succes jucător francez de când turneul a devenit deschis în 1925. A câștigat cinci titluri între 1922 și 1932.

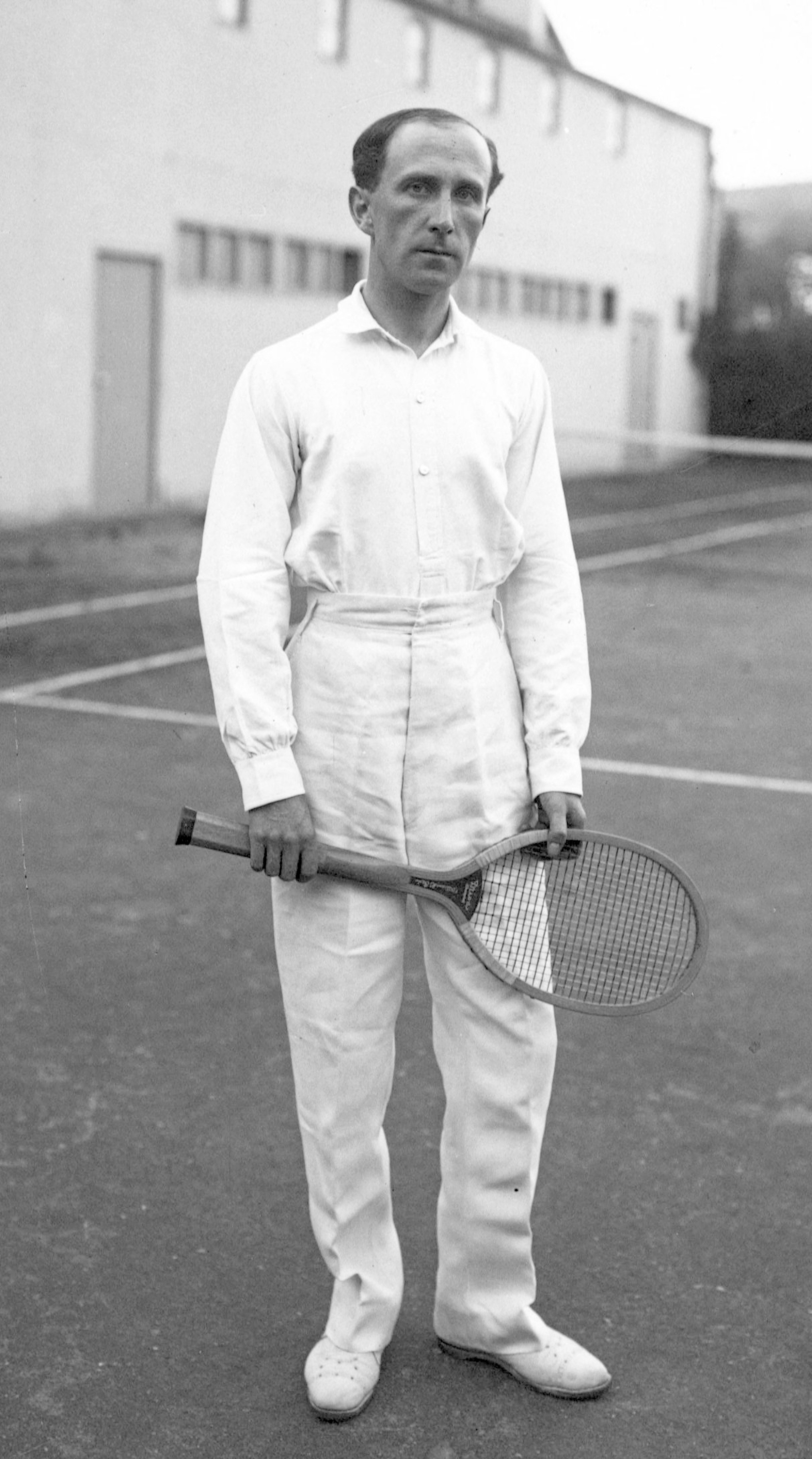
Maurice Germot a fost campion de trei ori.

| An   | Țară                                               | Campion                                            | Țară                                               | Finalist                                           | Scor                                               |
| ---- | -------------------------------------------------- | -------------------------------------------------- | -------------------------------------------------- | -------------------------------------------------- | -------------------------------------------------- |
| 1891 | BRI                                                | H. Briggs †                                        | FRA                                                | P. Baigneres                                       | 6–3, 6–4                                           |
| 1892 | FRA                                                | Jean Schopfer †                                    | USA                                                | Francis L. Fassitt                                 | 6–2, 1–6, 6–2                                      |
| 1893 | FRA                                                | Laurent Riboulet †                                 | FRA                                                | Jean Schopfer                                      | 6–3, 6–3                                           |
| 1894 | FRA                                                | André Vacherot †                                   | FRA                                                | Gérard Brosselin                                   | 1–6, 6–3, 6–3                                      |
| 1895 | FRA                                                | André Vacherot †                                   | FRA                                                | Laurent Riboulet                                   | 9–7, 6–2                                           |
| 1896 | FRA                                                | André Vacherot †                                   | FRA                                                | Gérard Brosselin                                   | 6–1, 7–5                                           |
| 1897 | FRA                                                | Paul Aymé †                                        | BRI                                                | Francky Wardan                                     | 4–6, 6–4, 6–2                                      |
| 1898 | FRA                                                | Paul Aymé †                                        | FRA                                                | Paul Lebreton                                      | 5–7, 6–1, 6–2                                      |
| 1899 | FRA                                                | Paul Aymé †                                        | FRA                                                | Paul Lebreton                                      | 9–7, 3–6, 6–3                                      |
| 1900 | FRA                                                | Paul Aymé †                                        | FRA                                                | André Prévost                                      | 6–3, 6–0                                           |
| 1901 | FRA                                                | André Vacherot †                                   | FRA                                                | Paul Lebreton                                      | —                                                  |
| 1902 | FRA                                                | Marcel Vacherot †                                  | FRA                                                | Max Decugis                                        | 6–4, 6–2                                           |
| 1903 | FRA                                                | Max Decugis †                                      | FRA                                                | André Vacherot                                     | 6–3, 6–2                                           |
| 1904 | FRA                                                | Max Decugis †                                      | FRA                                                | André Vacherot                                     | 6–1, 9–7, 6–8, 6–1                                 |
| 1905 | FRA                                                | Maurice Germot †                                   | FRA                                                | André Vacherot                                     | —                                                  |
| 1906 | FRA                                                | Maurice Germot †                                   | FRA                                                | Max Decugis                                        | 5–7, 6–3, 6–4, 1–6, 6–3                            |
| 1907 | FRA                                                | Max Decugis †                                      | FRA                                                | Robert Wallet                                      | —                                                  |
| 1908 | FRA                                                | Max Decugis †                                      | FRA                                                | Maurice Germot                                     | 6–2, 6–1, 3–6, 10–8                                |
| 1909 | FRA                                                | Max Decugis †                                      | FRA                                                | Maurice Germot                                     | 3–6, 2–6, 6–4, 6–4, 6–4                            |
| 1910 | FRA                                                | Maurice Germot †                                   | FRA                                                | François Blanchy                                   | 6–1, 6–3, 4–6, 6–3                                 |
| 1911 | FRA                                                | André Gobert †                                     | FRA                                                | Maurice Germot                                     | 6–1, 8–6, 7–5                                      |
| 1912 | FRA                                                | Max Decugis †                                      | FRA                                                | André Gobert                                       | —                                                  |
| 1913 | FRA                                                | Max Decugis †                                      | FRA                                                | Georges Gault                                      | —                                                  |
| 1914 | FRA                                                | Max Decugis †                                      | FRA                                                | Jean Samazeuilh                                    | 3–6, 6–1, 6–4, 6–4                                 |
| 1915 | Anulat din cauza Primului Război Mondial           | Anulat din cauza Primului Război Mondial           | Anulat din cauza Primului Război Mondial           | Anulat din cauza Primului Război Mondial           | Anulat din cauza Primului Război Mondial           |
| 1916 | Anulat din cauza Primului Război Mondial           | Anulat din cauza Primului Război Mondial           | Anulat din cauza Primului Război Mondial           | Anulat din cauza Primului Război Mondial           | Anulat din cauza Primului Război Mondial           |
| 1917 | Anulat din cauza Primului Război Mondial           | Anulat din cauza Primului Război Mondial           | Anulat din cauza Primului Război Mondial           | Anulat din cauza Primului Război Mondial           | Anulat din cauza Primului Război Mondial           |
| 1918 | Anulat din cauza Primului Război Mondial           | Anulat din cauza Primului Război Mondial           | Anulat din cauza Primului Război Mondial           | Anulat din cauza Primului Război Mondial           | Anulat din cauza Primului Război Mondial           |
| 1919 | Anulat din cauza Primului Război Mondial           | Anulat din cauza Primului Război Mondial           | Anulat din cauza Primului Război Mondial           | Anulat din cauza Primului Război Mondial           | Anulat din cauza Primului Război Mondial           |
| 1920 | FRA                                                | André Gobert †                                     | FRA                                                | Max Decugis                                        | 6–3, 3–6, 1–6, 6–2, 6–3                            |
| 1921 | FRA                                                | Jean Samazeuilh †                                  | FRA                                                | André Gobert                                       | 6–3, 6–3, 2–6, 7–5                                 |
| 1922 | FRA                                                | Henri Cochet †                                     | FRA                                                | Jean Samazeuilh                                    | 8–6, 6–3, 7–5                                      |
| 1923 | FRA                                                | François Blanchy †                                 | FRA                                                | Max Decugis                                        | 1–6, 6–2, 6–0, 6–2                                 |
| 1924 | FRA                                                | Jean Borotra †                                     | FRA                                                | René Lacoste                                       | 7–5, 6–4, 0–6, 5–7, 6–2                            |
| 1925 | FRA                                                | René Lacoste                                       | FRA                                                | Jean Borotra                                       | 7–5, 6–1, 6–4                                      |
| 1926 | FRA                                                | Henri Cochet                                       | FRA                                                | René Lacoste                                       | 6–2, 6–4, 6–3                                      |
| 1927 | FRA                                                | René Lacoste                                       | USA                                                | William Tilden                                     | 6–4, 4–6, 5–7, 6–3, 11–9                           |
| 1928 | FRA                                                | Henri Cochet                                       | FRA                                                | René Lacoste                                       | 5–7, 6–3, 6–1, 6–3                                 |
| 1929 | FRA                                                | René Lacoste                                       | FRA                                                | Jean Borotra                                       | 6–3, 2–6, 6–0, 2–6, 8–6                            |
| 1930 | FRA                                                | Henri Cochet                                       | USA                                                | William Tilden                                     | 3–6, 8–6, 6–3, 6–1                                 |
| 1931 | FRA                                                | Jean Borotra                                       | FRA                                                | Christian Boussus                                  | 2–6, 6–4, 7–5, 6–4                                 |
| 1932 | FRA                                                | Henri Cochet                                       | ITA                                                | Giorgio de Stefani                                 | 6–0, 6–4, 4–6, 6–3                                 |
| 1933 | AUS                                                | Jack Crawford                                      | FRA                                                | Henri Cochet                                       | 8–6, 6–1, 6–3                                      |
| 1934 | GER                                                | Gottfried von Cramm                                | AUS                                                | Jack Crawford                                      | 6–4, 7–9, 3–6, 7–5, 6–3                            |
| 1935 | GBR                                                | Fred Perry                                         | GER                                                | Gottfried von Cramm                                | 6–3, 3–6, 6–1, 6–3                                 |
| 1936 | GER                                                | Gottfried von Cramm                                | GBR                                                | Fred Perry                                         | 6–0, 2–6, 6–2, 2–6, 6–0                            |
| 1937 | GER                                                | Henner Henkel                                      | GBR                                                | Bunny Austin                                       | 6–1, 6–4, 6–3                                      |
| 1938 | USA                                                | Donald Budge                                       | TCH                                                | Roderich Menzel                                    | 6–3, 6–2, 6–4                                      |
| 1939 | USA                                                | Donald McNeill                                     | USA                                                | Bobby Riggs                                        | 7–5, 6–0, 6–3                                      |
| 1940 | Anulat din cauza celui de-Al Doilea Război Mondial | Anulat din cauza celui de-Al Doilea Război Mondial | Anulat din cauza celui de-Al Doilea Război Mondial | Anulat din cauza celui de-Al Doilea Război Mondial | Anulat din cauza celui de-Al Doilea Război Mondial |
| 1941 | FRA                                                | Bernard Destremau ††                               | FRA                                                | Robert Ramillon                                    | 6–4, 2–6, 6–3, 6–4                                 |
| 1942 | FRA                                                | Bernard Destremau ††                               | FRA                                                | Christian Boussus                                  | 5–7, 6–4, 6–4, 6–1                                 |
| 1943 | FRA                                                | Yvon Petra ††                                      | FRA                                                | Henri Cochet                                       | 6–3, 6–3, 6–8, 2–6, 6–4                            |
| 1944 | FRA                                                | Yvon Petra ††                                      | FRA                                                | Marcel Bernard                                     | 6–1, 4–6, 4–6, 7–5, 6–2                            |
| 1945 | FRA                                                | Yvon Petra ††                                      | FRA                                                | Bernard Destremau                                  | 7–5, 6–4, 6–2                                      |
| 1946 | FRA                                                | Marcel Bernard                                     | TCH                                                | Jaroslav Drobný                                    | 3–6, 2–6, 6–1, 6–4, 6–3                            |
| 1947 | HUN                                                | József Asbóth                                      | RSA                                                | Eric Sturgess                                      | 8–6, 7–5, 6–4                                      |
| 1948 | USA                                                | Frank Parker                                       | TCH                                                | Jaroslav Drobný                                    | 6–4, 7–5, 5–7, 8–6                                 |
| 1949 | USA                                                | Frank Parker                                       | USA                                                | Budge Patty                                        | 6–3, 1–6, 6–1, 6–4                                 |
| 1950 | USA                                                | Budge Patty                                        | EGY                                                | Jaroslav Drobný                                    | 6–1, 6–2, 3–6, 5–7, 7–5                            |
| 1951 | EGY                                                | Jaroslav Drobný                                    | RSA                                                | Eric Sturgess                                      | 6–3, 6–3, 6–3                                      |
| 1952 | EGY                                                | Jaroslav Drobný                                    | AUS                                                | Frank Sedgman                                      | 6–2, 6–0, 3–6, 6–4                                 |
| 1953 | AUS                                                | Ken Rosewall                                       | USA                                                | Vic Seixas                                         | 6–3, 6–4, 1–6, 6–2                                 |
| 1954 | USA                                                | Tony Trabert                                       | USA                                                | Arthur Larsen                                      | 6–4, 7–5, 6–1                                      |
| 1955 | USA                                                | Tony Trabert                                       | SWE                                                | Sven Davidson                                      | 2–6, 6–1, 6–4, 6–2                                 |
| 1956 | AUS                                                | Lew Hoad                                           | SWE                                                | Sven Davidson                                      | 6–4, 8–6, 6–3                                      |
| 1957 | SWE                                                | Sven Davidson                                      | USA                                                | Herbert Flam                                       | 6–3, 6–4, 6–4                                      |
| 1958 | AUS                                                | Mervyn Rose                                        | CHI                                                | Luis Ayala                                         | 6–3, 6–4, 6–4                                      |
| 1959 | ITA                                                | Nicola Pietrangeli                                 | RSA                                                | Ian Vermaak                                        | 3–6, 6–3, 6–4, 6–1                                 |
| 1960 | ITA                                                | Nicola Pietrangeli                                 | CHI                                                | Luis Ayala                                         | 3–6, 6–3, 6–4, 4–6, 6–3                            |
| 1961 | ESP                                                | Manuel Santana                                     | ITA                                                | Nicola Pietrangeli                                 | 4–6, 6–1, 3–6, 6–0, 6–2                            |
| 1962 | AUS                                                | Rod Laver                                          | AUS                                                | Roy Emerson                                        | 3–6, 2–6, 6–3, 9–7, 6–2                            |
| 1963 | AUS                                                | Roy Emerson                                        | FRA                                                | Pierre Darmon                                      | 3–6, 6–1, 6–4, 6–4                                 |
| 1964 | ESP                                                | Manuel Santana                                     | ITA                                                | Nicola Pietrangeli                                 | 6–3, 6–1, 4–6, 7–5                                 |
| 1965 | AUS                                                | Fred Stolle                                        | AUS                                                | Tony Roche                                         | 3–6, 6–0, 6–2, 6–3                                 |
| 1966 | AUS                                                | Tony Roche                                         | HUN                                                | István Gulyás                                      | 6–1, 6–4, 7–5                                      |
| 1967 | AUS                                                | Roy Emerson                                        | AUS                                                | Tony Roche                                         | 6–1, 6–4, 2–6, 6–2                                 |

## French Open

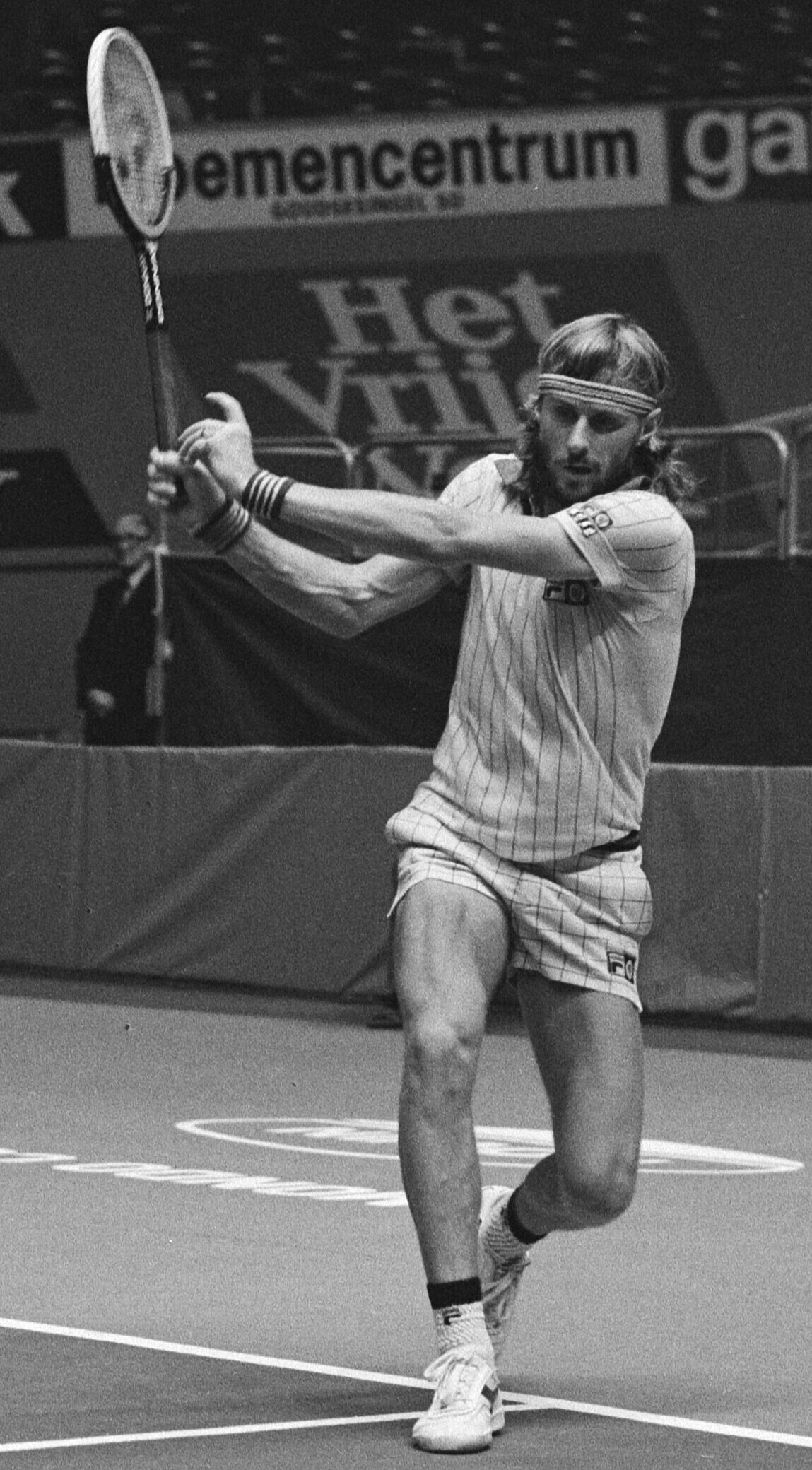
Björn Borg a câștigat șase titluri din 1974 până în 1981.

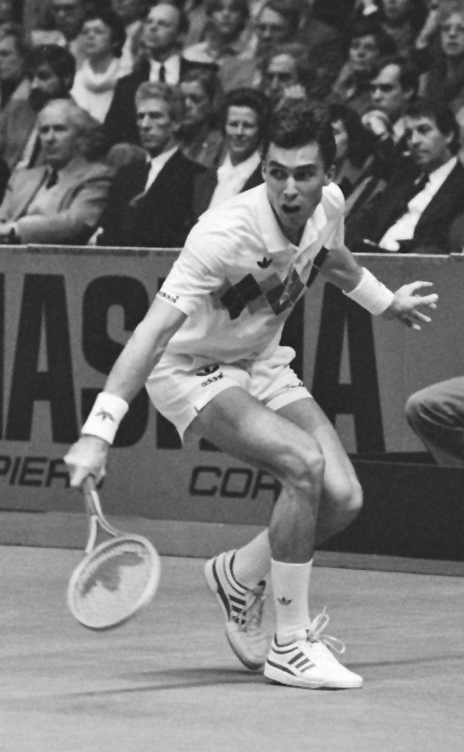
Ivan Lendl a câștigat trei titluri și jucat încă două finale.

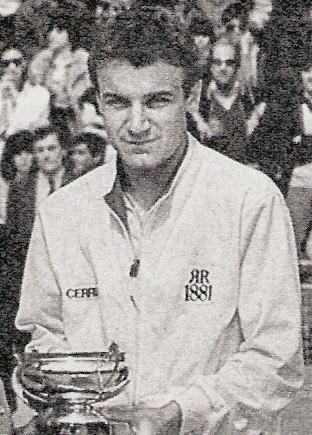
Mats Wilander a câștigat trei titluri în carieră.

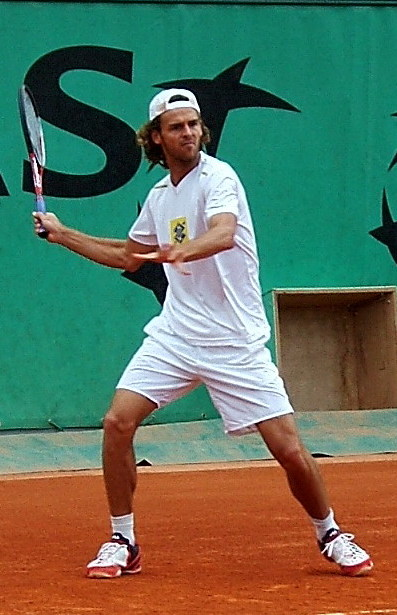
Gustavo Kuerten a câștigat toate cele trei trofee ale sale majore la Openul Francez.

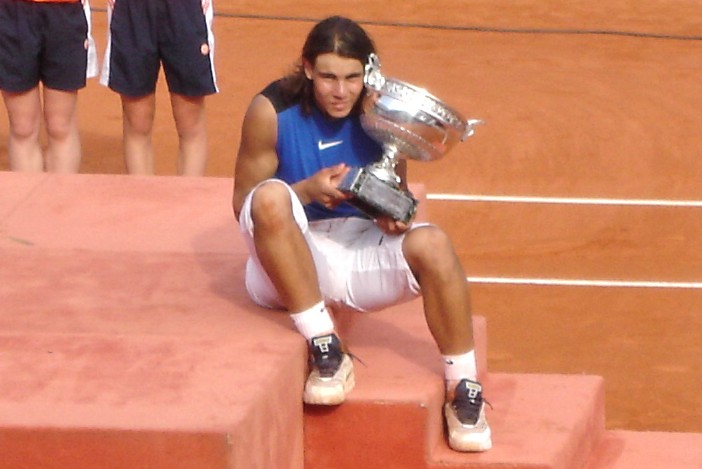
Rafael Nadal deține recordul de 14 titluri la simplu masculin.

| An   | Campion              | Finalist            | Scor                                    |
| 1968 | Ken Rosewall         | Rod Laver           | 6-3, 6-3, 6-1                           |
| 1969 | Rod Laver            | Ken Rosewall        | 6-4, 6-3, 6-4                           |
| 1970 | Ján Kodeś            | Zeljko Franulović   | 6-2, 6-4, 6-0                           |
| 1971 | Ján Kodeś            | Ilie Năstase        | 8-6, 6-2, 2-6, 7-5                      |
| 1972 | Andres Gimeno        | Patrick Proisy      | 4-6, 6-3, 6-1, 6-1                      |
| 1973 | Ilie Năstase         | Nikola Pilić        | 6-3, 6-3, 6-0                           |
| 1974 | Björn Borg           | Manuel Orantes      | 2-6, 6-7(4), 6-0, 6-1, 6-1              |
| 1975 | Björn Borg           | Guillermo Vilas     | 6-2, 6-3, 6-4                           |
| 1976 | Adriano Panatta      | Harold Solomon      | 6-1, 6-4, 4-6, 7-6(1)                   |
| 1977 | Guillermo Vilas      | Brian Gottfried     | 6-0, 6-3, 6-0                           |
| 1978 | Björn Borg           | Guillermo Vilas     | 6-1, 6-1, 6-3                           |
| 1979 | Björn Borg           | Victor Pecci Sr.    | 6-3, 6-1, 6-7(7), 6-4                   |
| 1980 | Björn Borg           | Vitas Gerulaitis    | 6-4, 6-1, 6-2                           |
| 1981 | Björn Borg           | Ivan Lendl          | 6-1, 4-6, 6-2, 3-6, 6-1                 |
| 1982 | Mats Wilander        | Guillermo Vilas     | 1-6, 7-6(14), 6-0, 6-4                  |
| 1983 | Yannick Noah         | Mats Wilander       | 6-2, 7-5, 7-6(0)                        |
| 1984 | Ivan Lendl           | John McEnroe        | 3-6, 2-6, 6-4, 7-5, 7-5                 |
| 1985 | Mats Wilander        | Ivan Lendl          | 3-6, 6-4, 6-2, 6-2                      |
| 1986 | Ivan Lendl           | Mikael Pernfors     | 6-3, 6-2, 6-4                           |
| 1987 | Ivan Lendl           | Mats Wilander       | 7-5, 6-2, 3-6, 7-6(3)                   |
| 1988 | Mats Wilander        | Henri Leconte       | 7-5, 6-2, 6-1                           |
| 1989 | Michael Chang        | Stefan Edberg       | 6-1, 3-6, 4-6, 6-4, 6-2                 |
| 1990 | Andres Gomez         | Andre Agassi        | 6-3, 2-6, 6-4, 6-4                      |
| 1991 | Jim Courier          | Andre Agassi        | 3-6, 6-4, 2-6, 6-1, 6-4                 |
| 1992 | Jim Courier          | Petr Korda          | 7-5, 6-2, 6-1                           |
| 1993 | Sergi Bruguera       | Jim Courier         | 6-4, 2-6, 6-2, 3-6, 6-3                 |
| 1994 | Sergi Bruguera       | Alberto Berasategui | 6-3, 7-5, 2-6, 6-1                      |
| 1995 | Thomas Muster        | Michael Chang       | 7-5, 6-2, 6-4                           |
| 1996 | Evgheni Kafelnikov   | Michael Stich       | 7-6(4), 7-5, 7-6(4)                     |
| 1997 | Gustavo Kuerten      | Sergi Bruguera      | 6-3, 6-4, 6-2                           |
| 1998 | Carlos Moya          | Alex Corretja       | 6-3, 7-5, 6-3                           |
| 1999 | Andre Agassi         | Andrei Medvedev     | 1-6, 2-6, 6-4, 6-3, 6-4                 |
| 2000 | Gustavo Kuerten      | Magnus Norman       | 6-2, 6-3, 2-6, 7-6(6)                   |
| 2001 | Gustavo Kuerten      | Alex Corretja       | 6-7(3), 7-5, 6-2, 6-0                   |
| 2002 | Albert Costa         | Juan Carlos Ferrero | 6-1, 6-0, 4-6, 6-3                      |
| 2003 | Juan Carlos Ferrero  | Martin Verkerk      | 6-1, 6-3, 6-2                           |
| 2004 | Gaston Gaudio        | Guillermo Coria     | 0-6, 3-6, 6-4, 6-1, 8-6                 |
| 2005 | Rafael Nadal         | Mariano Puerta      | 6-7(5), 6-3, 6-1, 7-5                   |
| 2006 | Rafael Nadal         | Roger Federer       | 1-6, 6-1, 6-4, 7-6(4)                   |
| 2007 | Rafael Nadal         | Roger Federer       | 6-3, 4-6, 6-3, 6-4                      |
| 2008 | Rafael Nadal         | Roger Federer       | 6-1, 6-3, 6-0                           |
| 2009 | Roger Federer        | Robin Söderling     | 6-1, 7-6(1), 6-4                        |
| 2010 | Rafael Nadal         | Robin Söderling     | 6-4, 6-2, 6-4                           |
| 2011 | Rafael Nadal         | Roger Federer       | 7-5, 7-6(3), 5-7, 6-1                   |
| 2012 | Rafael Nadal         | Novak Djokovic      | 6-4, 6-3, 2-6, 7-5                      |
| 2013 | Rafael Nadal         | David Ferrer        | 6–3, 6–2, 6–3                           |
| 2014 | Rafael Nadal         | Novak Djokovic      | 3–6, 7–5, 6–2, 6–4                      |
| 2015 | Stanislas Wawrinka   | Novak Djokovic      | 4-6, 6-4, 6-3, 6-4                      |
| 2016 | Novak Djokovic       | Andy Murray         | 3-6, 6-1, 6-2, 6-4                      |
| 2017 | Rafael Nadal         | Stanislas Wawrinka  | 6–2, 6–3, 6–1                           |
| 2018 | Rafael Nadal         | Dominic Thiem       | 6–4, 6–3, 6–2                           |
| 2019 | Rafael Nadal         | Dominic Thiem       | 6–3, 5–7, 6–1, 6-1                      |
| 2020 | Rafael Nadal         | Novak Djokovic      | 6–0, 6–2, 6–4                           |
| 2021 | Novak Djokovic       | Stefanos Tsitsipas  | 6–7(6), 2–6, 6–3, 6–2, 6–4              |
| 2022 | Rafael Nadal         | Casper Ruud         | 6–3, 6–3, 6–0                           |
| 2023 | Novak Djokovic       | Casper Ruud         | 7–6(7–1), 6–3, 7–5                      |
| 2024 | Carlos Alcaraz       | Alexander Zverev    | 6–3, 2–6, 5–7, 6–1, 6–2                 |
| 2025 | Carlos Alcaraz (2/2) | Jannik Sinner       | 4–6, 6–7(4–7), 6–4, 7–6(7–3), 7–6(10-2) |